# Фёлькерсвайлер
Фёлькерсвайлер (нем. Völkersweiler) — коммуна в Германии, в земле Рейнланд-Пфальц. 
Входит в состав района Южный Вайнштрассе. Подчиняется управлению Аннвайлер ам Трифельс.  Население составляет 594 человека (на 31 декабря 2010 года). Занимает площадь 4,10 км².